# GCNT2
GCNT2 (англ. N-acetyllactosaminide beta-1,6-N-acetylglucosaminyl-transferase) – білок, який кодується однойменним геном, розташованим у людей на короткому плечі 6-ї хромосоми. Довжина поліпептидного ланцюга білка становить 402 амінокислот, а молекулярна маса — 45 873.
| 10         |  | 20         |  | 30         |  | 40         |  | 50         |
| ---------- |  | ---------- |  | ---------- |  | ---------- |  | ---------- |
| MMGSWKHCLF |  | SASLISALIF |  | VFVYNTELWE |  | NKRFLRAALS |  | NASLLAEACH |
| QIFEGKVFYP |  | TENALKTTLD |  | EATCYEYMVR |  | SHYVTETLSE |  | EEAGFPLAYT |
| VTIHKDFGTF |  | ERLFRAIYMP |  | QNVYCVHLDQ |  | KATDAFKGAV |  | KQLLSCFPNA |
| FLASKKESVV |  | YGGISRLQAD |  | LNCLEDLVAS |  | EVPWKYVINT |  | CGQDFPLKTN |
| REIVQYLKGF |  | KGKNITPGVL |  | PPDHAVGRTK |  | YVHQELLNHK |  | NSYVIKTTKL |
| KTPPPHDMVI |  | YFGTAYVALT |  | RDFANFVLQD |  | QLALDLLSWS |  | KDTYSPDEHF |
| WVTLNRIPGV |  | PGSMPNASWT |  | GNLRAIKWSD |  | MEDRHGGCHG |  | HYVHGICIYG |
| NGDLKWLVNS |  | PSLFANKFEL |  | NTYPLTVECL |  | ELRHRERTLN |  | QSETAIQPSW |
| YF         |  |            |  |            |  |            |  |            |

A: Аланін

C: Цистеїн

D: Аспарагінова кислота

E: Глутамінова кислота

F: Фенілаланін

G: Гліцин

H: Гістидин

I: Ізолейцин

K: Лізин

L: Лейцин

M: Метіонін

N: Аспарагін

P: Пролін

Q: Глутамін

R: Аргінін

S: Серин

T: Треонін

V: Валін

W: Триптофан

Кодований геном білок за функціями належить до трансфераз, глікозилтрансфераз. 
Задіяний у такому біологічному процесі, як альтернативний сплайсинг. 
Локалізований у мембрані, апараті гольджі.